# Finci
Finci so narod, ki večinoma živi na območju današnje Finske. Danes je Fincev več kot 5 milijonov. Pomembnejše izseljenske skupine Fincev so na Švedskem, Norveškem, ZDA in v Kanadi.
Govorijo finščino.